# Viadagola
Viadàgola (Vidègla in dialetto bolognese) è una frazione di Granarolo dell'Emilia, nella Città metropolitana di Bologna in Emilia-Romagna. È la frazione più vicina al capoluogo, infatti il centro abitato di Granarolo e quello di Viadagola sono l'uno attaccato all'altro.

## Storia
A Viadagola sono state rinvenute sepolture villanoviane, traccia più antica del popolamento del Granarolese assieme a quelle trovate a Quarto Inferiore.
Si narra, inoltre, che il 4 maggio del 1252 a Viadagola, dall’unione della bella contadina indigena Lucia e Enzo di Svevia (prigioniero a Bologna nel famoso e omonimo palazzo), sia nato il capostipite della famiglia Bentivoglio, che dominerà Bologna nel XV secolo.
Al figlio fu dato il nome dalle parole che Enzo ripeteva spesso a Lucia: Amor mio, ben ti voglio.

## Monumenti e luoghi d'interesse

### Architetture religiose
Oggigiorno a Viadagola si trova soltanto una chiesa: la parrocchiale dedicata ai Santi Vittore e Giorgio inalterata dall'ultima ricostruzione datata XIX secolo, ma già esistente nel '200.
Un tempo, invece, nel territorio dell'odierna Viadagola si trovavano altre due chiese parrocchiali: quella di San Giorgio e quella di San Pietro nell'antica località denominata Pulciaula.
Possiamo trovare, inoltre, due oratori privati (appartenenti ai proprietari delle residenze e ville di campagna a cui sono annessi): uno dedicato alla B.V. degli Angeli (a villa Sapori, già villa Fibbia nella omonima località) ed uno poco distante dedicato a Sant'Antonio abate (addossato al Fondo Sant'Antonio).
Il Cimitero Comunale di Granarolo è posto sulla via Tartarini, nel tratto di Viadagola. Entrò in funzione nel 1924, dopo la soppressione dei cinque cimiteri parrocchiali. Si costituisce di tre settori di diversa epoca di corruzione, all'interno di quello centrale (il primo costruito) si trova anche una piccola cappella.

### Impianti sportivi
Sulla via Roma, nel tratto di Viadagola vicino al confine con il capoluogo si trovano il circolo tennis e l'impianto comunale comprendente i campi sede della società sportiva Granamica e la piscina comunale.